# Liste von Musiklabels/K

## K
| Name Musiklabel                 | Land                   | Sitz                | Gründer                                                             | Jahr-Von     | Jahr-Bis     | Labelcode | Website  | Mutterlabel                                             | Details |
| ------------------------------- | ---------------------- | ------------------- | ------------------------------------------------------------------- | ------------ | ------------ | --------- | -------- | ------------------------------------------------------- | --- |
| K&K Verlagsanstalt              | Deutschland            |                     | Josef-Stefan Kindler                                                | 1990         |              |           |          |                                                         | |
| K Records                       | Vereinigte Staaten     |                     | Calvin Johnson, Candice Pedersen                                    | 1982         |              |           |          |                                                         | |
| KB-Records                      | Deutschland            |                     | Pascal Gaspard, Krawallbrüder                                       | 2002         |              |           |          |                                                         | |
| Kabul Fire Records              | Deutschland            | Hamburg             | Farhot                                                              | 2013         |              | LC 55008  | Website  |                                                         | |
| Kahvi                           | Finnland               |                     | Vae (auch bekannt als Strala)                                       | 1998         |              |           |          |                                                         | |
| Kaifa Records                   | Äthiopien              |                     | Ali Abdella Kaifa                                                   | 1973         |              |           |          |                                                         | |
| Kairos                          | Österreich             |                     | Barbara Fränzen und Peter Oswald                                    | 1999         | 2015         |           |          |                                                         | Wurde 2015 Teil von Paladino media |
| Kalakuta Republic               | Nigeria                |                     | Fela Kuti                                                           | 1970         |              |           |          |                                                         | |
| Kalan Müzik                     | Türkei                 |                     | Hasan Saltik                                                        | 1991         |              |           |          |                                                         | |
| Kalliope (Label)                | Deutschland            |                     | Kalliope Fabrik Mechanischer Musikwerke                             | 1905         | 1930er Jahre |           |          |                                                         | |
| Kama Sutra Records              | Vereinigte Staaten     |                     | Arthur Ripp, Hy Mizrahi, Phil Steinberg                             | 1964         | 1976         |           |          |                                                         | |
| Kamikaze Records                | Deutschland            |                     | Dieter und Frank Plaßmeyer                                          | 1997         |              | LC 01974  |          |                                                         | |
| Kanine Records                  | Vereinigte Staaten     |                     | Lio Cerezo                                                          | 2002         |              |           |          |                                                         | |
| Kanzleramt Records              | Deutschland            |                     | Bernhard Laux, Heiko Laux                                           | 1994         |              | LC 03750  |          |                                                         | |
| Kapitän Platte                  | Deutschland            | Bielefeld           | Karl Geweke, Christian Pietschmann und Tanja Schrammen              | 2009         |              | LC 25520  | Website  |                                                         | |
| Kapow Records                   | Vereinigte Staaten     |                     |                                                                     | 2000         |              |           |          |                                                         | |
| Kapp Records                    | Vereinigte Staaten     |                     | David Kapp                                                          | 1954         | 1973         |           |          |                                                         | David Kapp verkaufte das Label 1967 an MCA Records, die es dann 1973 einstellten                                                                                     |
| Karaoke Kalk                    | Deutschland            |                     | Thorsten Lütz                                                       | 1997         |              | LC 10028  |          |                                                         | |
| Karate Joe Records              | Österreich             |                     | Andreas Berger, Thomas Pronai und Robert Pinzolits                  | 2002         |              |           |          |                                                         | |
| Karmageddon Media               | Niederlande            |                     | Peter van Ool und Guido Heijnens                                    | 2004         | 2011         |           |          |                                                         | Karmageddon Media entstand 2004 aus Hammerheart Records und wurde 2011 wieder in den alten Namen umbenannt                                                           |
| Karmic Hit                      | Australien             |                     | John Kilbey                                                         | 1992         | 2011         |           |          |                                                         | |
| Karusell                        | Schweden               |                     | Simon Brehm und Carl-Gustaf Niren                                   | 1952         |              |           |          |                                                         | Nachdem Simon Brehm 1967 gestorben war, wurde Karusell an Polydor verkauft, wo es als Sublabel weiterbestand                                                         |
| Katermukke                      | Deutschland            |                     | Velten Döring und Sascha Cawa                                       | 2011         |              |           |          |                                                         | |
| KB-Records                      | Deutschland            |                     | Pascal Gaspard und Krawallbrüder                                    | 2002         |              |           |          |                                                         | |
| Kearnage Recordings             | Irland                 |                     | DJ Bryan Kearney                                                    | 2010         |              |           |          |                                                         | |
| Kedar Records                   | Vereinigte Staaten     |                     |                                                                     |              |              |           |          | Universal Records                                       | |
| Keen Records                    | Vereinigte Staaten     |                     | John Siamas und Alex Siamas                                         | 1957         |              |           |          |                                                         | |
| Keine Liebe Records             | Deutschland            |                     | Prinz Pi                                                            |              |              |           |          |                                                         | |
| Keinemusik                      | Deutschland            | Berlin              | Adam Port, Rampa, &ME, Reznik, Monja Gentschow                      | 2009         |              | LC 35439  | Website  |                                                         | |
| Kelp Records                    | Kanada                 |                     | Jon Bartlett                                                        | 1994         |              |           |          |                                                         | |
| Kemado Records                  | Vereinigte Staaten     |                     | Andrés Santo Domingo, Tom Clapp                                     | 2002         |              | LC 42369  |          |                                                         | |
| Kemosabe Records                | Vereinigte Staaten     |                     | Dr. Luke                                                            | 2011         |              |           |          |                                                         | |
| Kennis Music                    | Nigeria                |                     | Kehinde "Kenny" Ogungbe                                             | 1998         |              |           |          |                                                         | |
| Kent Records                    | Vereinigte Staaten     |                     | Saul Bihari, Jules Bihari                                           | 1958         | 1973         |           |          | Modern Records                                          | |
| Kernkrach                       | Deutschland            | Münster             | Jörg Steinmeyer                                                     | 2002         |              |           | Website  |                                                         | |
| Kernkraftritter Records         | Deutschland            | Wolfsburg           | Kay Potreck                                                         | 2012         |              | LC 49223  | Website/ |                                                         | |
| Ketzer Records                  | Deutschland            | Illerkirchberg      | Alexander Hehnle                                                    | 1999         |              |           |          |                                                         | |
| Key Sounds Label                | Japan                  |                     | VisualArt’s                                                         | 2001         |              |           |          | VisualArt’s                                             | |
| Keynote Records                 | Vereinigte Staaten     |                     | Eric Bernay                                                         | 1940         | 1948         |           |          |                                                         | Ging 1948 bankrott. Der Katalog wurde von Mercury Records übernommen.                                                                                                |
| KFM Records                     | Vereinigtes Königreich |                     | Scott MacDonald                                                     |              |              |           |          |                                                         | |
| Ki/oon Music                    | Japan                  |                     | Shigeo Maruyama                                                     | 1992         |              |           |          | Sony Music Entertainment                                | |
| Kickball Records                | Vereinigte Staaten     |                     |                                                                     |              |              |           |          | Interscope Records                                      | |
| Kicking Mule Records            | Vereinigte Staaten     |                     | Stefan Grossman und Eugene "ED" Denson                              | 1972         |              |           |          |                                                         | Wurde von Fantasy Records übernommen. 2004 ist das Label Fantasy mit allen seinen Sub-Labels (also auch Kicking Mule) von der Concord Music Group aufgekauft worden. |
| Kid Stuff Records               | Vereinigte Staaten     |                     |                                                                     | 1980er Jahre | 1980er Jahre |           |          |                                                         | |
| Kiddyphone                      | Vereinigtes Königreich |                     |                                                                     | 1920er Jahre | 1920er Jahre |           |          | Crystalate Gramophone Record Manufacturing Company Ltd. | |
| Kidnap Music                    | Deutschland            |                     | Pascow                                                              | 2001         |              |           |          |                                                         | |
| Kill Rock Stars                 | Vereinigte Staaten     |                     | Slim Moon                                                           | 1991         |              |           |          |                                                         | |
| Kimi Records                    | Island                 |                     | Baldvin Esra Einarsson                                              | 2007         |              |           |          |                                                         | |
| Kindercore Records              | Vereinigte Staaten     |                     | Ryan Lewis, Daniel Geller                                           | 1996         |              |           |          |                                                         | |
| Kinetic Records                 | Vereinigte Staaten     |                     | Steve Lau                                                           | 1992         | 2004         |           |          |                                                         | |
| Kingdom Kome Cuts               | Deutschland            |                     | Oliver Goedicke                                                     | 2005         |              |           |          |                                                         | |
| King Mouse Records              | Vereinigte Staaten     |                     |                                                                     |              |              |           |          |                                                         | |
| King Records                    | Vereinigte Staaten     |                     | Syd Nathan                                                          | 1943         | 1973         |           |          |                                                         | |
| King Records (Japan)            | Japan                  | Tokio               |                                                                     | 1931         |              |           |          | Kodansha                                                | |
| King Worldwide                  | Neuseeland             |                     | Peter King                                                          |              |              |           |          |                                                         | |
| Kirtland Records                | Vereinigte Staaten     | Dallas              | John Kirtland, Jenny Kirtland                                       | 2003         |              |           |          |                                                         | |
| Kitchen Motors                  | Island                 |                     | Kristín Björk Kristjánsdóttir, Jóhann Jóhannsson und Hilmar Jensson |              |              |           |          |                                                         | |
| Kitchenware Records             | Vereinigtes Königreich | Newcastle upon Tyne | Keith Armstrong, Phil Mitchell und Paul Ludford                     | 1982         |              |           |          |                                                         | |
| Kitsuné                         | Frankreich             |                     | Gildas Loaëc, Masaya Kuroki und Modelabel Åbäke                     | 2002         |              |           |          |                                                         | |
| Kitty Kitty Corporation         | Vereinigtes Königreich |                     |                                                                     | 1995         | 2002         |           |          |                                                         | |
| Kitty Play Records              | Vereinigte Staaten     |                     |                                                                     | 2003         |              |           |          |                                                         | |
| Kitty Records                   | Japan                  |                     |                                                                     | 1982         |              |           |          |                                                         | |
| Kitty-Yo                        | Deutschland            |                     | Raik Hölzel                                                         | 1993         | 2006         |           |          |                                                         | |
| Klaeng Records                  | Deutschland            | Köln                | Klaeng Jazzkollektiv                                                | 2014         |              | LC 30645  | Website  |                                                         | |
| Klang Elektronik                | Deutschland            |                     |                                                                     | 1992         |              |           |          | Ongaku Musik                                            | |
| KLF Communications              | Vereinigtes Königreich | London              | Bill Drummond und Jimmy Cauty                                       | 1987         |              |           |          |                                                         | |
| KMB Jazz                        | Vereinigte Staaten     |                     |                                                                     | 2006         |              |           |          |                                                         | |
| KMS Records                     | Vereinigte Staaten     |                     | Kevin Saunderson                                                    | 1987         |              |           |          |                                                         | |
| Knee Deep Records               | Kanada                 | Toronto             |                                                                     | 1995         |              |           |          |                                                         | |
| Kniteforce                      | Vereinigtes Königreich |                     | Christopher Howell alias Luna-C                                     | 1993         |              |           |          |                                                         | |
| Knitting Factory                | Vereinigte Staaten     |                     | Michael Dorf                                                        | 1990er Jahre |              |           |          |                                                         | |
| Knockout Entertainment          | Vereinigte Staaten     | Los Angeles         | Ray J                                                               | 2001         |              |           |          |                                                         | |
| Knock Out Records               | Deutschland            |                     | Dirk Hamann                                                         | 1988         |              |           |          |                                                         | |
| Knopfstudio                     | Deutschland            |                     | Roland „Golly“ Hertlein                                             | 1988         |              |           |          |                                                         | |
| Kobalt Music Group              | Vereinigtes Königreich |                     | Willard Ahdritz                                                     | 2000         |              |           |          |                                                         | |
| Koch Entertainment Distribution | Vereinigte Staaten     |                     | Michael Koch                                                        | 1987         |              |           |          | Koch Entertainment                                      | |
| Koch Entertainment Canada       | Kanada                 |                     | Michael Koch                                                        |              |              |           |          | Koch Entertainment                                      | |
| Koch International Records      | Vereinigte Staaten     |                     | Michael Koch                                                        | 1987         |              |           |          | Koch Entertainment                                      | |
| Königshaus                      | Deutschland            | Wi                  | Thomas Schwebel, Horst Luedtke                                      | 1990         | 1996         | LC 6717   |          |                                                         | |
| Kokomo Records                  | Vereinigtes Königreich |                     | Ted Griffiths und Trevor Huyton                                     | 1960er Jahre |              |           |          |                                                         | |
| Kompakt                         | Deutschland            |                     | Wolfgang Voigt, Jürgen Paape, Michael Mayer                         | 1998         |              | LC 12012  |          |                                                         | |
| Kon Live Distribution           | Vereinigte Staaten     |                     | Akon                                                                | 2007         |              |           |          | Interscope-Geffen-A&M                                   | |
| Konichiwa Records               | Schweden               | Stockholm           | Robyn                                                               | 2005         |              |           |          |                                                         | |
| Konk Records                    | Vereinigtes Königreich |                     | Ray Davies                                                          | 1973         |              |           |          |                                                         | |
| Konnex Records                  | Deutschland            |                     | Manfred Schieck                                                     | 1984         |              |           |          |                                                         | |
| Kontor Records                  | Deutschland            |                     | Jens Thele                                                          | 1996         |              | LC 02182  |          |                                                         | |
| Konvict Muzik                   | Vereinigte Staaten     |                     | Melvin Brown, Akon                                                  | 2005         |              |           |          | Universal Music Group                                   | |
| Koolarrow Records               | Vereinigte Staaten     | San Francisco       | Billy Gould                                                         |              |              |           |          |                                                         | |
| Kopfnicker Records              | Deutschland            |                     | Jean-Christoph Ritter, Johannes Graf Strachwitz                     | 2000         |              |           |          | 0711 Entertainment                                      | |
| Kopfnussmusik                   | Deutschland            |                     | Reece (bürgerlich: Dominic Klaus)                                   | 2009         |              |           |          |                                                         | |
| Korova                          | Vereinigtes Königreich | London              |                                                                     | 1979         |              |           |          | Warner Music Group                                      | |
| Kosmische Musik                 | Deutschland            |                     | Rolf-Ulrich Kaiser                                                  | 1973         | 1975         |           |          | Ohr                                                     | |
| Kosmo Music                     | Deutschland            |                     |                                                                     | 1995         |              |           |          |                                                         | |
| Krakatau Records                | Deutschland            |                     | Bodi Bill                                                           | 2011         |              |           |          |                                                         | |
| Kranky                          | Vereinigte Staaten     | Chicago             | Bruce Adams und Joel Leoschke                                       | 1993         |              |           |          |                                                         | |
| Kreuzberg Records               | Deutschland            |                     | Walter Thomas Heyn                                                  | 1996         |              |           |          | AMA Verlag                                              | |
| Kscope                          | Vereinigtes Königreich |                     |                                                                     | 2008         |              |           |          | Snapper                                                 | |
| K-tel Records                   | Kanada                 |                     | Philip Kives                                                        | 1968         |              |           |          | K-tel International                                     | |
| Kuckuck Schallplatten           | Deutschland            |                     | Eckart Rahn, Mal Sondock und ConceptData                            | 1969         |              |           |          |                                                         | |
| Kuenschtli.ch                   | Schweiz                |                     | Fabiana Schuppli, Moritz Zumbühl, Stephan Germann, Sophie Spillmann | 2004         |              | LC 24809  |          |                                                         | |
| Kung Fu Records                 | Vereinigte Staaten     |                     | Joe Escalante                                                       | 1996         |              |           |          |                                                         | |
| Kvitnu                          | Ukraine                |                     | Dmytro Fedorenko                                                    | 2006         |              |           |          |                                                         | |